# Stepan Bedros X Azarian
Stepan Bedros X Azarian (orm. Ստեփանոս Պետրոս Ժ. Ազարեան; ur. 31 grudnia 1829 w Konstantynopolu, zm. 1 maja 1899) – ormiański duchowny katolicki, tytularny arcybiskup Nikozji w latach 1877–1881, 10. patriarcha Kościoła katolickiego obrządku ormiańskiego w latach 1881-1899
14 października 1877 został arcybiskupem tytularnym Nikozji. Sakrę przyjął 23 sierpnia 1877 roku. 6 lipca 1881 roku został wybrany patriarchą Kościoła ormiańskokatolickiego. 4 października 1881 został uznany przez papieża. Funkcję patriarchy pełnił do swojej śmierci w 1899 roku.